# Härnöns skjutfält
Härnöns skjutfält är ett militärt övnings- och skjutfält som är beläget vid öppna havet på utsidan av Härnön cirka 2 kilometer nordost om Härnösands centrum.

## Historik
Härnöns skjutfält togs i bruk 1969 som ett övnings- och skjutfält till Härnösands kustartillerikår, sedermera Härnösands kustartilleriregemente. Genom försvarsbeslutet 1996 beslutades att Härnösands kustartilleriregemente skulle utgå ur Försvarsmaktens fredsorganisation. Där kom regementet att upplösas och avvecklas hösten 1998. Därefter övergick förvaltningen av skjutfältet till Västernorrlands regemente. Från 2000 har skjutfältet förvaltats av Norrbottens regemente.

## Verksamhet
Härnöns skjutfält omfattar 650 hektar och ligger på den nordöstra delen av Härnön och är anpassat för amfibie-, markstrids-, hemvärns- och säkerhetsförband. Skjutfältet är ursprungligen uppfört för kustartilleriet, där upp till ett förstärkt kompani kan öva samtidigt. Efter att 6. amfibiebataljon var färdigutbildad hösten 1997, slutade kustartilleriet använda skjutfältet reguljärt, därefter används skjutfältet till största delen av hemvärns- och frivilligorganisationer. Bland annat Västernorrlandsgruppen med sin direktutbildning till hemvärnets insatsförband, samt Bilkårens förarutbildning till frivilligförsvaret.